# Tichá (okres Nový Jičín)
Tichá je obec v jihovýchodní části okresu Nový Jičín v Moravskoslezském kraji. Nachází se nedaleko hradu Hukvaldy v podhůří Beskyd. Žije zde přibližně 2 000 obyvatel.

## Popis
Obec leží v údolí říčky Tichávka, západní hranici protéká řeka Lubina. V jejím katastru na severu jsou kopce Tichavská hůrka (543 m) a Na vrchu (466 m), na jihu Vrchovina (455 m) a Janíčkův vrch (463 m). Tichá se nachází v Přírodním parku Podbeskydí.
Tichá sousedí s obcemi: na severu Kozlovice a Mniší, na východě Kunčice pod Ondřejníkem, na jihu Frenštát pod Radhoštěm, na jihozápadě Lichnov a na západě Vlčovice (Kopřivnice).

## Název
Na vesnici bylo přeneseno jméno nějakého blízkého poklidně ("tiše") tekoucího vodního toku (pravděpodobně Tichávky).

## Historie
První písemná zmínka o obci pochází z roku 1359. Obec byla součástí hukvaldského panství. V polovině 19. století se spojily obce Tichá a Nová Tichá v jednu obec Tichá.

## Obyvatelstvo
| Rok            | 1869  | 1880  | 1890  | 1900  | 1910  | 1921  | 1930  | 1950  | 1961  | 1970  | 1980  | 1991  | 2001  | 2011  | 2021  |
| -------------- | ----- | ----- | ----- | ----- | ----- | ----- | ----- | ----- | ----- | ----- | ----- | ----- | ----- | ----- | ----- |
| Počet obyvatel | 1 562 | 1 474 | 1 430 | 1 463 | 1 553 | 1 487 | 1 669 | 1 571 | 1 695 | 1 565 | 1 511 | 1 493 | 1 557 | 1 690 | 1 813 |
| Počet domů     | 242   | 261   | 273   | 271   | 285   | 282   | 315   | 352   | 376   | 386   | 366   | 428   | 457   | 513   | 580   |

## Obecní správa

### Obecní symboly
Znak a vlajka byly obci uděleny rozhodnutím předsedy Poslanecké sněmovny Parlamentu České republiky dne 5. října 2004.

## Pamětihodnosti
- Travertinová kaskáda
- Kostel svatého Mikuláše; v obci se nacházel dřevěný kostel svatého Mikuláše, který byl postaven na začátku 16. století.[9] Kostel byl zapálen bleskem dne 13. srpna 1964 a byl zcela zničen. V tomtéž roce bylo započato s přípravami stavby nového kostela. Návrh zpracoval architekt Lubomír Šlapeta. Nový kostel byl dokončen v roce 1974.[10]
- Zvonice
- Boží muka
- Krucifix
- Sousoší Smuteční píseň

## Mlýny
V obci Tichá se nacházely čtyři mlýny.
- Mlýn u dnešního objektu č.p. 3 (parcela p.č. 160). Na mapě stabilního katastru z roku 1883 je zobrazen jako zděná budova na půdorysu obdélníku. Budova byla přestavěna.
- Mlýn u č.p. 223. Na mapě stabilního katastru z roku 1883 je zobrazen jako dřevěná budova na půdorysu obdélníku. Mlýn zanikl koncem 19. století.
- Javorkova pila. Mlýn a pila u č.p. 40 (parcela p.č. 2003) je zmiňována v urbáři z roku 1481. Od roku 1930 byla majiteli mlýna rodina Javorkova a majitel pily Tomáš Galko. Na mapě stabilního katastru z roku 1883 je zobrazen jako zděná budova na čtvercovém půdorysu. V roce 1930 měl mlýn dvě vodní kola o průměru 3,6 m. V roce 1944 byl mlýn vybaven Francisovou turbínou. Pilu Javorek provozuje Tomáš Galko.
- Turkův mlýn. Mlýn u č.p. 96 je zmiňován v roce 1539 v listině biskupa Tasa z Boskovic. V té době mlýn měl dvě vodní kola. Na mapě stabilního katastru z roku 1836 je zobrazen jako zděná budova na půdorysu obdélníku. Mlýn s vodním pohonem byl v roce 1942 opraven a vybaven pomocným elektromotorem. V roce 1974 byl mlýn zrušen, na jeho místě stojí rodinný dům.

## Významné osobnosti
- Alžběta Fojtíková (1913–1972), lidová malířka na skle a keramiky
- Emil Bordovský (1864–1929), učitel, kronikář a zakladatel Sokola
- Josef Blažek (1850–1917), sbormistr
- Alois Havel (1945–2014), autokrosový závodník[12]

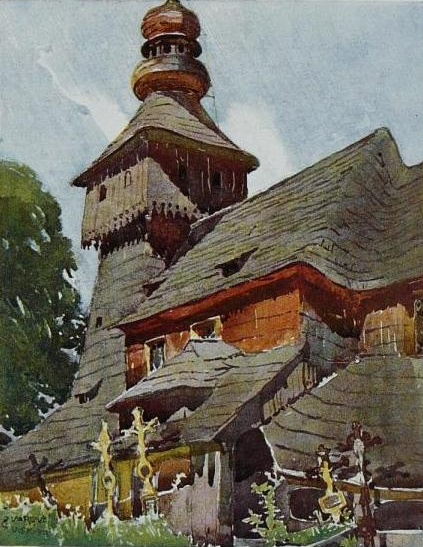
Bývalý kostel svatého Mikuláše, zničený v roce 1964